# PSR B0042-73
PSR B0042-73, ou PSR J0045-7319 (voir Désignation des pulsars), est un pulsar situé dans le Petit Nuage de Magellan, dont il est longtemps resté le seul représentant. Cette caractéristique en fait un des pulsars les plus lointains connus à ce jour (les seuls pulsars détectés en dehors de notre Galaxie sont situés dans les deux Nuages de Magellan). Il a été découvert en 1987.
Ce pulsar est en réalité un pulsar binaire. Son étoile compagnon est une étoile massive de type spectral Be, dont l'orbite possède une très forte excentricité (0,81), comme cela se produit en général dans les pulsars binaires dont le compagnon est une étoile de la séquence principale. Avec une masse estimée à environ 9 masses solaires, cela en fait un des pulsars au compagnon le plus massif connu. Bien que la période orbitale du système soit relativement longue (51 jours), l'excentricité de l'orbite emmène le pulsar à une distance minimale de seulement 4 rayons stellaires de son compagnon. Cependant, l'orientation du système fait que l'on n'assiste pas à une éclipse du pulsar par ce compagnon, pas plus qu'à une augmentation de la mesure de dispersion du signal du pulsar, qui signifierait que le pulsar se trouve dans ou dans l'axe d'une atmosphère étendue de l'étoile, contrairement à d'autres pulsars binaires, tels PSR B1259-63 et PSR B1957+20, ce qui suggère que l'inclinaison du plan orbital est assez élevée. Du fait de la proximité du pulsar à son compagnon au passage au périastre, il se pourrait que l'on puisse observer un phénomène de précession de l'axe de rotation du pulsar, mais celui-ci n'a pour l'heure pas encore été mis en évidence, peut-être en raison de la faiblesse du signal reçu du pulsar, conséquence de son éloignement important.